# 岐阜県体育大会
岐阜県体育大会（ぎふけんたいいくたいかい）は、岐阜県で県民の競技力向上と健康増進や体力向上を目的とし1949年から2006年まで行われていたスポーツ大会。
「夏秋季大会」と「冬季大会」があり、毎年開催されていた。
2007年からは、財団法人岐阜県イベント・スポーツ振興事業団が岐阜県教育委員会との共催により行っていた岐阜県スポーツ・レクリエーション祭と統合し、新たに「岐阜県民スポーツ大会」として開催されている。

## 主催
- 岐阜県
- 財団法人岐阜県体育協会
- 岐阜県教育委員会